# Donald Symington
Pour les articles homonymes, voir Symington.
Donald Leith Symington (né le 30 août 1925 à Baltimore et mort le 24 juillet 2013  à Towson) est un acteur de cinéma et de télévision américain.

## Biographie
Ses rôles les plus connus sont dans les films de Woody Allen Annie Hall (1977), où il incarne le père de la protagoniste, et Maudite Aphrodite (1995), mais aussi dans Spring Break, ainsi que dans la série télévisée L'Île fantastique (Fantasy Island).
Il meurt le 24 juillet 2013 des suites de la maladie de Parkinson.

## Filmographie

### Cinéma
- 1970 : Journal intime d'une femme mariée : pédiatre
- 1973 : Trick Baby : Morrison
- 1973 : From the Mixed-Up Files of Mrs. Basil E. Frankweiler : directeur de musée
- 1976 : Le Prête-nom
- 1976 : Independence : Richard Henry Lee
- 1977 : Annie Hall : le père d'Annie
- 1979 : Liés par le sang : Henley
- 1981 : Wolfen : avocat
- 1982 : La Folie aux trousses : le manager du club
- 1983 : La fièvre du printemps : Ernest Dalby
- 1995 : Maudite Aphrodite : le père d'Amanda
- 1999 : Man of the Century : le Révérend Sheehan

### Télévision

#### Téléfilm
- 1955 : Dream Girl
- 1959 : Meet Me in St. Louis : Warren Sheffield
- 1965 : The Magnificent Yankee : Hamilton
- 1969 : Gidget Grows Up : Clerk
- 1979 : Sanctuary of Fear : Russell Heyman
- 1982 : A Question of Honor : Kane

#### Série télévisée
- 1951 : Love of Life : Jack Andrews
- 1952 - 1953 : Robert Montgomery Presents : Fulton (épisodes Nostradamus Beery et Keep Your Head Up, Mr. Putnam)
- 1955 : The Alcoa Hour : Freddie (épisode A Girl Can Tell)
- 1957 : Look Up and Live : le narrateur (épisode No Man Is an Island)
- 1959 - 1961 : Armstrong Circle Theatre : Bill Devereau (épisodes The Boy on Page One et Days of Confusion: The Story of College Admissions)
- 1979 : L'Île fantastique : Colonel (épisode Amusement Park/Rock Stars)
- 1985 : American Playhouse : Peter Cloyce (épisode Three Sovereigns for Sarah: Part I)
- 1992 : Swans Crossing : Ralph
- 1994 : The Cosby Mysteries
- 2005 : New York, unité spéciale : Edward (saison 6, épisode 22)